# Сканёр

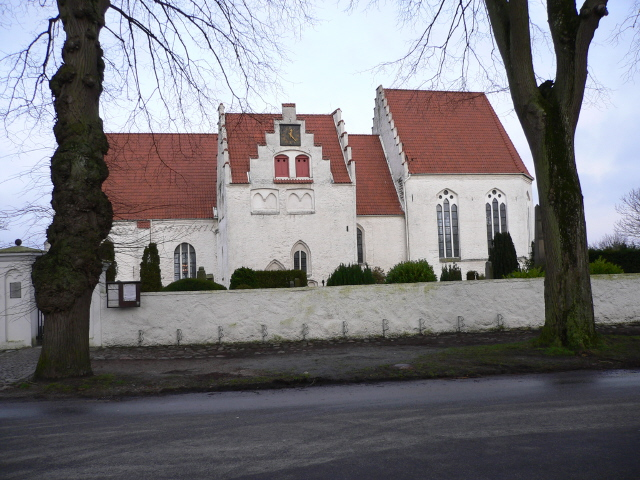
Церковь Сканёра

Сканёр (швед. Skanör) — бывший город на юге Швеции, ныне северная часть города Сканёр-мед-Фальстербу в коммуне Веллинге лена Сконе.
В XII веке Сканёр был местом, где устраивались ярмарки и откуда в Эресунне велась ловля сельди. Своего расцвета достиг в XIII-XIV вв., но на протяжении Средневековья его значение постепенно упало.
С 1754 года официально имеет общего мэра с находящимся южнее Фальстербу, однако географически города слились только в 1960-х.
В Сканёре есть гостиницы, рестораны, порт, старая церковь и начальная школа. Селитебные земли зелёного пояса Сканёра отводятся для застройки жильём.
Сканёр обладает большой гаванью. Она используется для рыболовства и в качестве гостевого порта. В летнее время года работает ярмарка с аттракционами, пивными палатками и живой музыкой.